# Выдрино (Вологодская область)
Вы́дрино — деревня в Тотемском районе Вологодской области.
Входит в состав Пятовского сельского поселения, с точки зрения административно-территориального деления — в Пятовский сельсовет.
Расположена на левом берегу реки Сухона. Расстояние по автодороге до районного центра Тотьмы — 3 км, до центра муниципального образования деревни Пятовская — 4 км. Ближайшие населённые пункты — Глубокое, Задняя, Савино.
По переписи 2002 года население — 74 человека (38 мужчин, 36 женщин). Преобладающая национальность — русские (99 %).